# Língua tive
O tive é um idioma nigero-congolês falado por aproximadamente 6 milhões de pessoas na Nigéria, com poucos falantes no Camarões. A maior parte dos falantes dessa língua é encontrada no estado de Benue. A língua também é extensamente falada nos estados nigerianos de  Plateau, Taraba, Nasarawa bem como na capital Abuja. A língua tive é parte do grupo das línguas tivoides, pertencente ao grupo das línguas bantoides meridionais, que por sua vez faz parte do grupo benue-congolês, um subgrupo da família nigero-congolesa.

## Dialetos
Tiv não tem dialetos. Os falantes de Tiv podem se entender em todo o seu território. No entanto, sotaques (ham) existem.

### Sotaques
Os sotaques de Tiv são os seguintes:
- Ityoisha, falado no sudeste, conhecido por sua exagerada palatalização de vogais;
- Shitile, falado pela maioria dos Tiv a leste do rio Katsina Ala, aparentemente soando mais devagar do que os outros sotaques Tiv e liga as vogais em sua consoante vizinha;
- Iharev, que dá uma rolagem exagerada ao fonema [r]~[l]
- Kparev, falado no centro e centro-sul;
  - Kunav, um sub-sotaque de Kparev, conhecido por sua preferência por sons [d͡ʒ] onde outros Kparev usam [d͡z].[2]

Vocabulário, particularmente nomes de plantas e ferramentas, muda de uma parte do território Tiv para a outra.
20comparative.pdf|title=The Tivoid languages: overview and comparative wordlist|last=Blench|first=Roger|date=June 2016|page=16}}</ref>

## História e classificação
A primeira referência à língua Tiv (dzwa Tiv) foi feita por Koelle (1854) de escravos libertos da Serra Leoa. Johnston (1919) classificou-a como uma língua peculiar entre as línguas semi-bantas, e Talbot (1926) concordou. Abraham (1933), que fez o estudo linguístico mais completo do Tiv, classifica-o como antu, afirmando que seu vocabulário é mais semelhante ao grupo de línguas bantu Nyanza da África Oriental do que ao Ekoi ou outras línguas vizinhas. Malherbe (1933) concorda com Abraham que Tiv é essencialmente bantu.
Todo o material sobre Tiv parece apontar para uma expansão recente, talvez até o século XVIII.

## Fonologia

### Consoantes
|             |                | Bilabial | Labio- dental | Alveolar | Palato- alveolar | Palatal | Velar       | Velar | Velar | Glotal |
| plana       | labializada.   | Bilabial | Labio- dental | Alveolar | Palato- alveolar | Palatal | palatizada] |       |       | Glotal |
| ----------- | -------------- | -------- | ------------- | -------- | ---------------- | ------- | ----------- | ----- | ----- | ------ |
| Oclusiva    | surda          | p        |               | t        |                  |         | k           | kʷ    | kʲ    |        |
| Oclusiva    | sonora         | b        |               | d        |                  |         | ɡ           | ɡʷ    | ɡʲ    |        |
| Oclusiva    | pré-nasalizada | ᵐb       |               | ⁿd       |                  |         |             |       |       |        |
| Africada    | surda          |          |               | t͡s       | t͡ʃ               |         | k͡p          | k͡p    |       |        |
| Africada    | sonora         |          |               | (d͡z)     | d͡ʒ               |         | ɡ͡b          | ɡ͡b    |       |        |
| Africada    | pré-nasalizada |          |               | ⁿd͡z      |                  |         |             |       |       |        |
| Fricativa   | surda          |          | f             | s        | ʃ                |         | (x)         |       |       | h      |
| Fricativa   | sonora         |          | v             | z        |                  |         | ɣ           |       |       |        |
| Nasal       | Nasal          | m        | (ɱ)           | n        |                  | ɲ       | ŋ           |       |       |        |
| Vibrante    | Vibrante       |          |               | r        |                  |         |             |       |       |        |
| Aproximante | Aproximante    | w        |               | l        |                  | j       |             |       |       |        |

- /ɣ/ é ouvido foneticamente como [x], mas geralmente é dobrado como [ɣ].
- [ɱ] é ouvido em variação livre nas posições finais das palavras.
- [d͡z] ocorre em outros dialetos.[5]

### Vogais
|         | Anterior | Posterior |
| ------- | -------- | --------- |
| Fechada | i        | u         |
| Medial  | e        | ɔ         |
| Aberta  | a        | ɒ         |

|               | Anterior | Central | Posterior |
| ------------- | -------- | ------- | --------- |
| Quase fechada | ɪː       |         | ʊː        |
| Medial        |          |         | oː        |
| Meio aberta   |          | ɜː      | ɔː        |
| Aberta        |          | aː      |           |

- Os sons das vogais são nasalizados foneticamente antes das consoantes nasais.
- /a/ pode ser ouvido livremente como [æ̃] ou [ɑ̃] antes de uma consoante nasal.

### Tons
Tiv tem três tons principais (cinco se ascendente e descendente são contados como tons separados em vez de compostos de tons existentes). Eles são mais importantes usados na inflexão

## Escrita
A língua usa o alfabeto latino sem as letras Q e X

## Morfologia
Tiv tem cinco classes de substantivos.

## Amostra de texto
I mar maor ken kpan ga, nan ngu a icivir man mbamkpeiyol cii. I na nan mhen man ishima i kaven kwagh; nahan gba keng u nana tema a orgen ken mtem u angbian a angbian.
Português
Todos os seres humanos nascem livres e iguais em dignidade e direitos. Eles são dotados de razão e consciência e devem agir em relação uns aos outros com espírito de fraternidade. (Artigo 1 da Declaração Universal dos Direitos Humanos)

## Religiosos
- Video and audio files, New World Translation of the Christian Greek Scriptures Released and other bible study material in Tiv Language by Jehovah's Witnesses
- The bible in the tiv language
- Gospel
- Jesus film in tiv